# Horse Girl
Horse Girl è un film del 2020 diretto da Jeff Baena.
Il film, che narra la condizione di una persona cui insorgono disturbi mentali, è stato presentato al Sundance Film Festival il 27 gennaio 2020, e successivamente è stato distribuito su Netflix a partire dal 7 febbraio.

## Trama
Sarah è una giovane che lavora come commessa in un negozio di hobbistica, pratica zumba, ha una passione per una serie televisiva sul paranormale e, sin da piccola, ama i cavalli. Divide casa con una sua coetanea ma, in generale, pur essendo affabile e sensibile, risulta avere qualche difficoltà nei rapporti interpersonali.
Il giorno del suo compleanno vorrebbe fare qualcosa di diverso ma poi non ha il coraggio di invitare nessuno. Allora quando la sua compagna di appartamento Nikki torna a casa e la vede sola, organizza una serata a quattro, con il suo fidanzato e il compagno di appartamento di questo. Sarah apprezza l'iniziativa e instaura subito un buon legame con Darren, aiutata anche dall'alcol e della marijuana. La mattina seguente, mentre Sarah è alle prese coi postumi della sbronza, Nikki scopre dei profondi segni su un muro che la meravigliano e che al tempo stesso non possono che essere attribuiti alla sua compagna di appartamento.
A Sarah capitano altre cose strane, solo in parte attribuibili al sonnambulismo di cui parrebbe soffrire. La cosa più inquietante è un sogno ricorrente nel quale si trova stesa in una sala asettica con altre persone. Quando riconosce per strada una di queste, la segue fino a contattarla ma senza ottenere alcunché. Una vecchia foto della nonna, che alla sua età era identica a lei, unita alle teorie fantasiose tratta dalla serie tv che segue, la convince di essere un clone, frutto della manipolazione di qualche entità aliena.
A un appuntamento con Darren, che si è innamorato soprattutto del suo carattere e della sua dolcezza, Sarah si apre, sicura che lui non la irriderà come tutti gli altri cui ha accennato le sue teorie. Di fronte allo sconcerto di Darren, Sarah si mostra insofferente e aggressiva.
Dopo aver palesato una grave instabilità anche a casa con Nikki e al lavoro, Sarah è sottoposta a esami in una clinica psichiatrica. Ritrovata la calma, resta comunque turbata dalle sue teorie, ma sono da escludere tendenze suicide. Il timore nasceva dal fatto che sua madre, circa un anno prima, si era tolta la vita dopo una lunga depressione. Sua nonna era invece morta tempo prima in stato di semiabbandono, dopo essere stata dimessa da un ospedale psichiatrico nel quale aveva trascorso tantissimi anni, a seguito di una diagnosi di schizofrenia.
Sarah, dopo un isolamento di 72 ore nel quale perde la cognizione del tempo ed è vittima di allucinazioni, torna però perfettamente serena, avendo in qualche modo rafforzato i suoi fantasiosi convincimenti. Dimessa, a casa prende un ornamento che aveva preparato per Willow, il cavallo al quale è legata da quando è piccola, che prende di nascosto dalla sua stalla. Dopo una passeggiata nel bosco, Sarah si ferma in una radura e giace a terra. Pochi istanti dopo, levita verso il cielo e scompare.

## Produzione
La protagonista, Alison Brie, è anche sceneggiatrice insieme al regista. Entrambi figurano anche come produttori.